# Margherita De Calová
Margherita De Cal (* 10. srpna 1950, Benátky, Itálie) je bývalá reprezentantka Itálie v judu.

## Sportovní kariéra
S judem začala v 19 letech v rodném městě pod vedením Paola Biasuttiho. Její oblíbenou technikou bylo harai-goši a nepatrně odlišná technika hane-goši. Na přelomu 70. a 80. let patřila mezi největší osobnosti italského, ale i evropského juda.

## Výsledky

### Váhové kategorie
| Turnaj             | 1975       | 1976       | 1977       | 1978       | 1979       | 1980       | 1981       | 1982       |
| Turnaj             | 25         | 26         | 27         | 28         | 29         | 30         | 31         | 32         |
| Turnaj             | těžká váha | těžká váha | těžká váha | těžká váha | těžká váha | těžká váha | těžká váha | těžká váha |
| ------------------ | ---------- | ---------- | ---------- | ---------- | ---------- | ---------- | ---------- | ---------- |
| Mistrovství světa  |            |            |            |            |            | 1.         |            | —          |
| Mistrovství Evropy | 2.         | 3.         | —          | —          | 2.         | 1.         | 1.         | 3.         |